# واترپلو در المپیک تابستانی ۲۰۰۸
واترپلو در بازی‌های المپیک تابستانی ۲۰۰۸ نام رویداد ورزش واترپلو در بازی‌های المپیک تابستانی بود که در سال ۲۰۰۸ برگزار شد.